# Goliath (motorfiets)
De Goliath is een Duitse historische motorfiets.
In augustus 1951 veroverde deze Duitse 700cc-driewieler 19 wereldrecords in de zijspanklasse. De volledig gestroomlijnde machine had een tweecilinder tweetaktmotor met geforceerde luchtkoeling, vier versnellingen, cardanaandrijving en een differentieel tussen beide achterwielen. De machine reed in twee uur een gemiddelde snelheid van 155,350 km/uur.